# 안드로메다 은하의 막대나선은하설
안드로메다 은하의 막대나선은하설은 안드로메다 은하가 막대나선은하라고 추정된다는 설이다. 예전부터 이 주장이 널리 받아들여졌다. 2018년 논문에서도 2018년 항성 금속성이 막대 중심으로 향할수록 증가하는 막대 구조의 특징이 안드로메다 은하의 중심핵에서 관찰된다는 관측 결과가 제시되었으며, 또 다른 논문에서도 은하 팽대부에서 O III(이중 전리 산소)의 위치-속도 다이어그램(PVD)에서 보이는 분포가 막대나선은하의 분포와 유사하다는 것이 확인되면서 이 가설을 뒷받침하는 증거가 된다.

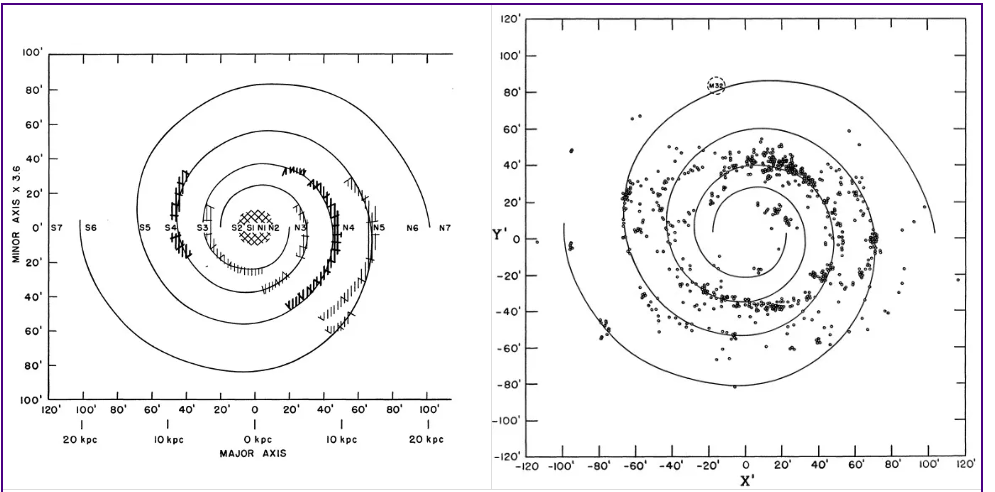
할튼 아르프의 논문에 첨부된 안드로메다 은하의 세부 나선팔 구조이다. 단 옛
분류:국부은하군
분류:안드로메다자리
분류:안드로메다 준은하군
날의 논문이라 안드로메다 은하의 형태가 정상나선은하로 취급되었기 때문에 정확하지는 않을 수 가 있다.